# Charles de Balsac (évêque-comte de Noyon)
Pour les articles homonymes, voir Charles de Balsac, Balsac et Balzac.
Charles de Balsac ou Balzac (né à une date inconnue et mort le 9 novembre 1625 en son abbaye de Chézy), est évêque-comte de Noyon de 1597 à 1625.

## Biographie
Charles de Balsac ou Balzac est issu d'une famille originaire de la cité homonyme située en Auvergne dans la région de Brioude. Il est le fils de Thomas de Balzac, seigneur de Montaigu, et d'Anne Gaillard de Longjumeau, fille d'une demi-sœur illégitime du roi François Ier. On ignore tout de son éducation, mais le Vatican considère qu'il a une licence en droit canon. Il est tonsuré en 1579 et rejoint les chartreux, qu'il quitte avant de prononcer ses vœux. Archidiacre du cardinal de Bourbon à Rouen en 1594, il est abbé commendataire de l'abbaye Saint-Georges de Boscherville dans le diocèse de Rouen de 1591 à sa mort.
Le diocèse de Noyon est vacant  depuis juillet 1594 lorsqu'il est désigné en 1596 comme l'évêque de Noyon dans le cadre d'un échange de bénéfices ecclésiastiques avec la Maison d'Estrées. Il est confirmé le 15 septembre 1597 et consacré en  février 1598. Trésorier de la Sainte-Chapelle de Paris, doyen de l'église cathédrale de Tours, aussi abbé de Chézy (1621). Il est sous-diacre au sacre de Marie de Médicis en 1610. Il a été inhumé à Marcoussis, et son cœur, dans la cathédrale de Noyon
Charles de Balsac se charge de l'éducation de Louis de Bassompierre, fils de sa cousine Marie-Charlotte de Balzac d’Entragues et du maréchal de France François de Bassompierre, et le fait héritier de ses bénéfices en commende.